# Angel (Jon Secada)
Angel is een nummer van de Cubaans-Amerikaanse zanger Jon Secada uit 1993. Het is de tweede single van zijn titelloze debuutalbum.
"Angel" is een gevoelige ballad waaraan zangeres Gloria Estefan heeft meegeschreven. Het nummer was vooral in Noord-Amerika succesvol. Het haalde de 18e positie in de Amerikaanse Billboard Hot 100. In de Nederlandse Top 40 haalde het een bescheiden 34e positie.